# Anton Franz Johann Russell

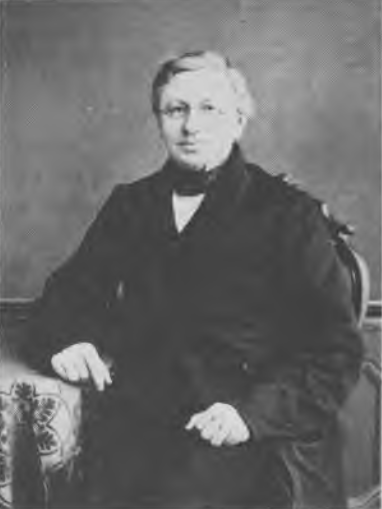
Anton Franz Johann Russell

Anton Franz Johann Russell (* 23. September 1824 in Haselünne; † 4. März 1878 in Oldenburg) war Jurist und Reichstagsabgeordneter.

## Berufliche Karriere
Russell wurde als Sohn des Kaufmanns Gustav Russell (1799–1877) und dessen Ehefrau Wilhelmina geb. Keyl (1799–1843) geboren. Zunächst erhielt er Privatunterricht im elterlichen Haus und besuchte anschließend von 1839 bis 1844 das Gymnasium Carolinum in Osnabrück und studierte von 1844 bis 1847 Rechtswissenschaft an den Universitäten in Heidelberg und Göttingen. Da er als Mitinhaber das väterliche Gut Brettberg bei Lohne besaß, konnte er als geborener Hannoveraner in den oldenburgischen Staatsdienst treten. 1847 legte er die vorgeschriebene Eingangsprüfung ab und war zunächst als Akzessist und ab 1850 als Amtsauditor in Oldenburg tätig. Nach dem zweiten Examen, das er 1852 bestand, wurde er 1853 als Hilfsrichter dem Landgericht Oldenburg zugeteilt und 1855 zum Landgerichtsassessor ernannt. 1858 kam er als Amtsrichter nach Damme und erhielt 1865 den Titel Justizrat. 1877 wurde er schließlich Mitglied des Oberappellationsgericht Oldenburgs, dem er bis zu seinem bald darauf erfolgenden Tode angehörte.

## Politisches Wirken
Russell war von 1860 bis 1876 Mitglied des oldenburgischen Landtags. Als Vertreter der südoldenburgischen Katholiken sprach er sich 1866 aus großdeutscher Überzeugung gegen das Bündnis mit dem Königreich Preußen und gegen den Deutschen Krieg mit Österreich aus. Aus Furcht vor einer preußischen Okkupation des Landes und aus realpolitischer Einsicht stimmte er aber schließlich doch für den Bündnisvertrag und akzeptierte 1867 auch – trotz schwerwiegender Vorbehalte – den Verfassungsentwurf für den Norddeutschen Bund. Ab 1867 war Russell Mitglied des Reichstags des Norddeutschen Bundes, in dem er sich der Bundesstaatlich-konstitutionellen Vereinigung anschloss. 1871 war er Mitglied der 30-köpfigen Kaiserdeputation des Parlaments zur Kaiserproklamation in Versailles.
Russell vertrat von 1871 bis 1874 den Reichstagswahlkreis Großherzogtum Oldenburg 3 (Berne-Damme) für das Zentrum im Deutschen Reichstag. Im Januar 1874 musste er sein Reichstagsmandat aus gesundheitlichen und beruflichen Gründen niederlegen, zwei Jahre später legte er auch sein Landtagsmandat nieder.

## Familie
Seit dem 13. Januar 1852 war Russell mit der aus Osnabrück stammenden Henriette geb. Pielsticker (13. Oktober 1826 – 27. November 1878) verheiratet. Das Ehepaar hatte vier Kinder. Russell war der Onkel von Emil Russell.